# Ménomini des montagnes
Prosopium williamsoni
Espèce
Le  Ménomini des montagnes (Prosopium williamsoni) est un poisson de la famille des Salmonidae présent dans le nord-ouest de l'Amérique du Nord.

## Description
Ce poisson peut atteindre 70 centimètres de long pour un poids de 2,9 kg. La fraye a lieu entre octobre et novembre, lorsque les eaux ont entre 2 et 6 °C. Il pond ses œufs dans des zones avec graviers pour que ceux-ci tombent dans les anfractuosités pour une meilleure protection. Les œufs se développent durant l'hiver et éclosent au début du printemps. Il se nourrit de larves d'insectes et d'invertébrés comme des Escargots, des Écrevisses et des Amphipodes. Il se nourrit en général au fond des eaux mais parfois d'insectes en surface.

## Habitat
Ce poisson est présent dans le nord-ouest de l'Amérique du Nord (fleuve Columbia, rivière se jetant dans la baie d'Hudson, affluents près des sources du fleuve Colorado et du Missouri...). Il apprécie les lacs et les rivières de montagne disposant d'eau clair et froide avec des profondeurs d'au minimum un mètre.